# Вила-Фонше
Вила-Фонше (порт. Vila Fonche)  —  населённый пункт и район в Португалии,  входит в округ Виана-ду-Каштелу. Является составной частью муниципалитета  Аркуш-де-Валдевеш. По старому административному делению входил в провинцию Минью. Входит в экономико-статистический  субрегион Минью-Лима, который входит в Северный регион. Население составляет 770 человек на 2001 год. Занимает площадь 3,10 км².